# 백미항
백미항은 경기도 화성시 서신면 백미리에 있는 어항이다. 2004년 2월 6일 어촌정주어항으로 지정되었다. 시설관리자는 화성시장이다.

## 어항 연혁
- 백미항은 이전에는 어항시설을 갖추어지지 않아 인근 어항을 이용하였으나 1995년 물양장을 축조 운영함으로써 어항으로의 면모를 보이고 이어서 1995년 12월 선착장과 어장진입로 축조하였고 이후 3번에 걸쳐 어장진입로를 연장아여 2004년 2월에 어촌정주어항을 지정되었다.

## 어항 구역
- 물양장 좌측하단에서 정남방향으로 200m, 나간 지점에서 정서방향으로 1,700m, 이 점에서 정북방향으로 450m, 이 점에서 정동방향으로 육지와 연결한 선내의 구역(360,000m2)

## 어항 시설
- 선착장 47m, 물량장 77m, 호안 190m, 어선,어구보전시설 6,489m2

## 주요 어종
- 바지락, 꽃게, 낙지, 주꾸미, 망둑어, 노래미, 우럭, 넙치 등

## 주변 관광
- 서울 서남부에 위치한 임해지역으로 수도권 1시간 이내의 교통망 형성과 대단위 국책사업인 시화지구, 화옹지구 간척개발 사업으로 대규모 용지확보에 따라 농지조성 등 다양한 형태의 개발 가능성이 무한한 지역으로 화성팔경중 2곳이(천혜의 관광지인 제부모세와 궁평낙조) 위치해 있으며, 어촌체험(건각망) 등으로 널리 알려져 있다.